# Cratere Bliss
Bliss è un cratere lunare di 22,85 km situato nella parte nord-occidentale della faccia visibile della Luna.